# 1395

## Събития
Османците залавят цар Иван Шишман и го убиват.

## Починали
- 17 май – Константин Драгаш, велбъждски деспот
- 17 май – Крали Марко, крал на Прилеп
- 29 октомври – Иван Шишман, цар на България